# Mebon oriental
Le Mebon oriental (khmer : ប្រាសាទមេបុណ្យខាងកើត) est un temple datant du Xe siècle à Angkor, Cambodge. Construit sous le règne du roi Rajendravarman II, il se distingue en ce sens qu’il est construit sur ce qui était une île artificielle (au même titre que le Mebon occidental) au centre d’un réservoir aujourd'hui à sec : le Baray oriental.

## Histoire

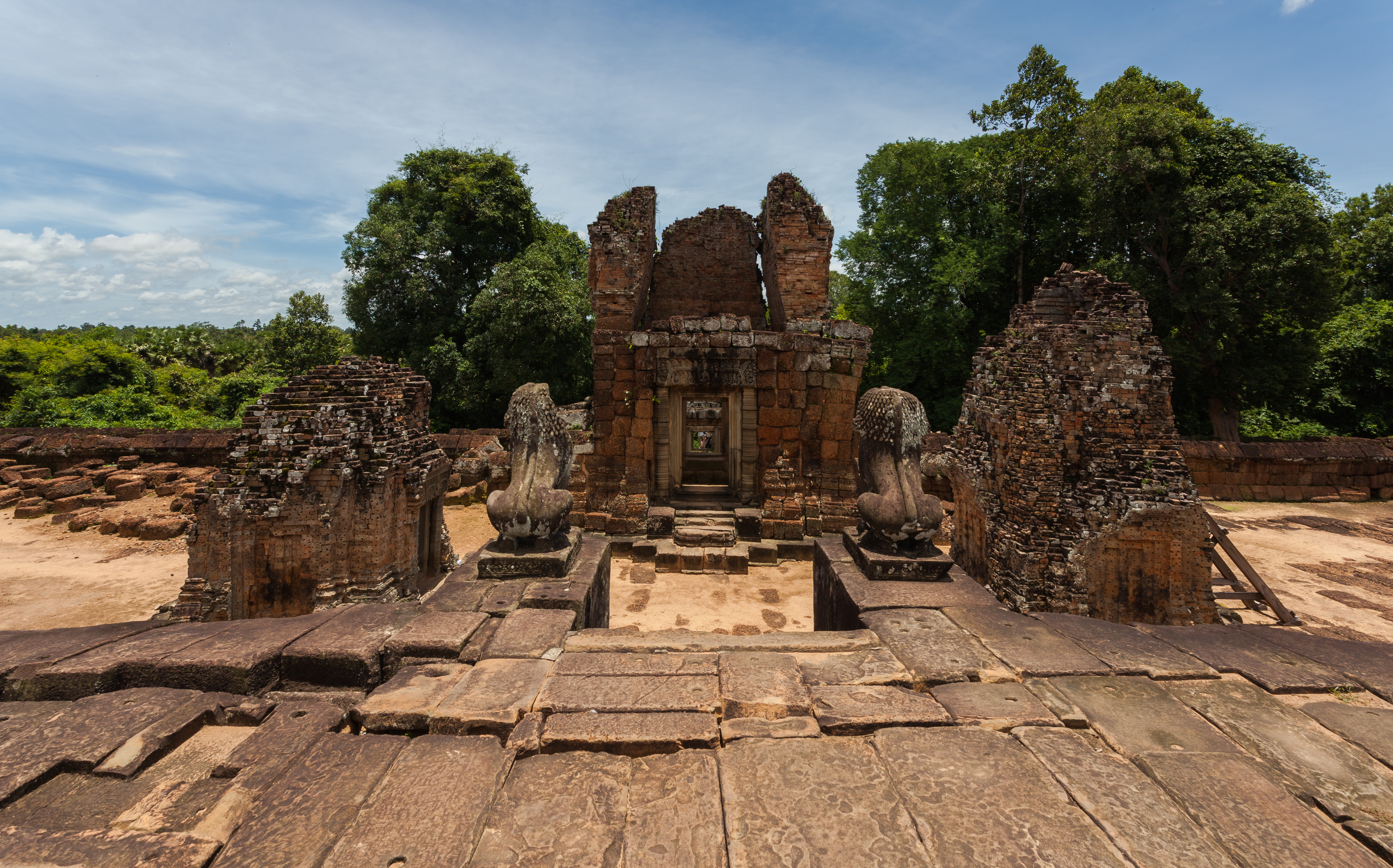
Vue du temple du plus haut niveau

Le Mebon oriental fut dédié au dieu hindou Shiva et bâti en honneur de la famille royale. Sa situation reflète la préoccupation des architectes khmers pour l'orientation des sanctuaires en lien avec les directions cardinales. 
Ainsi, le temple fut construit sur un axe nord-sud comprenant par ailleurs également le temple d’État de Rajendravarman, Pre Rup (situé environ à 1 200 mètres au sud, juste en dehors du Baray). Le Mebon oriental peut également être situé sur un axe est-ouest sur lequel se situe le temple du palais Phimeanakas, une autre création de l’époque du règne de Rajendravarman et situé à environ sept kilomètres à l'ouest. 
Construit dans le style général de Pre Rup, le Mebon oriental a été bâti en 953.

## Description
Il se compose de deux murs d’enceinte répartis sur trois niveaux. La gamme complète des matériaux de construction durables khmers se retrouvent dans les diverses parties du temple: grès, brique, latérite et stuc. 
Au sommet du temple se trouve une tour centrale servant certainement de sanctuaire, sur une plate-forme carrée entourée elle-même de quatre petites tours. Toutes les tours sont en briques.

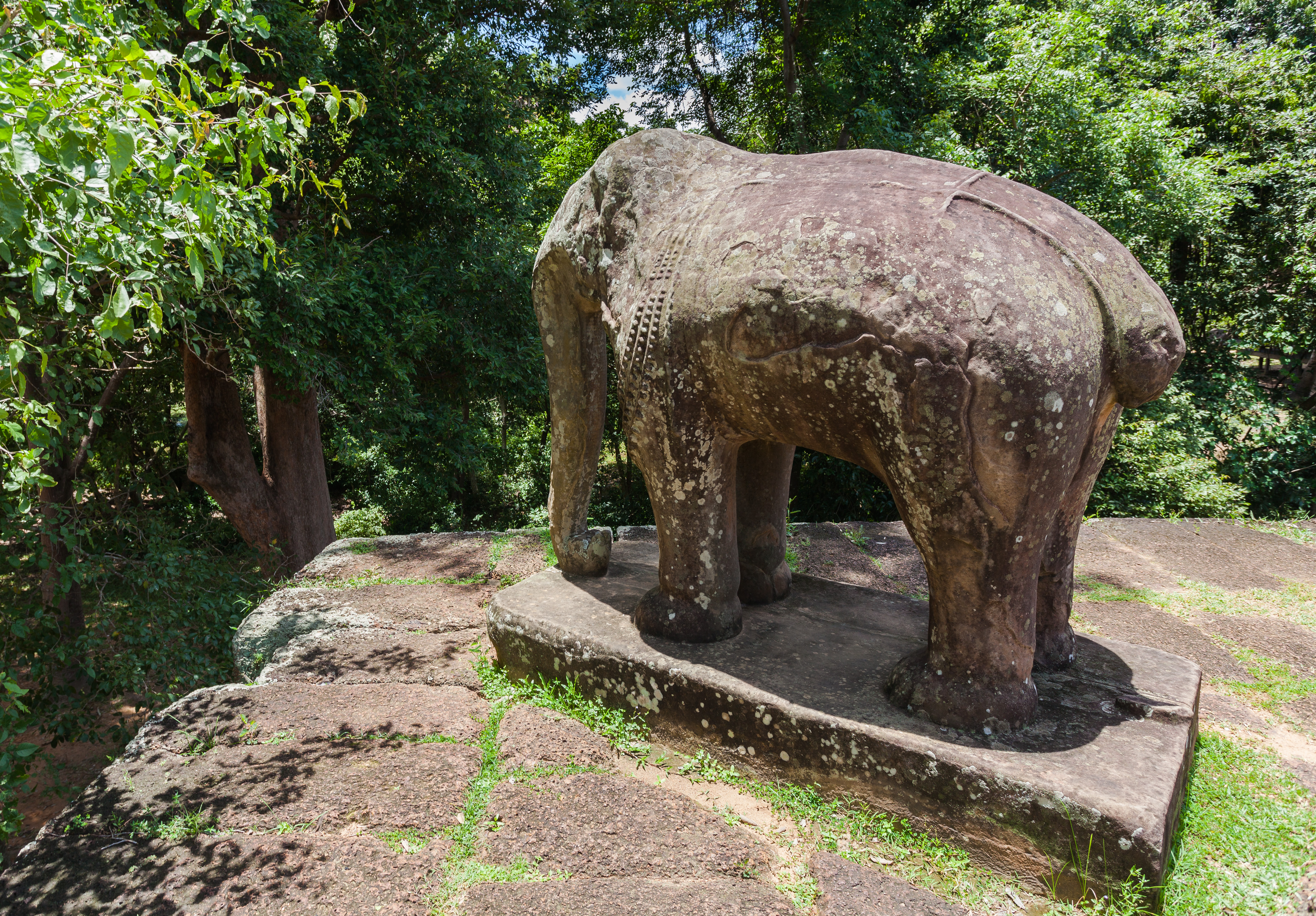
Une des sculptures monolithiques d’éléphant.

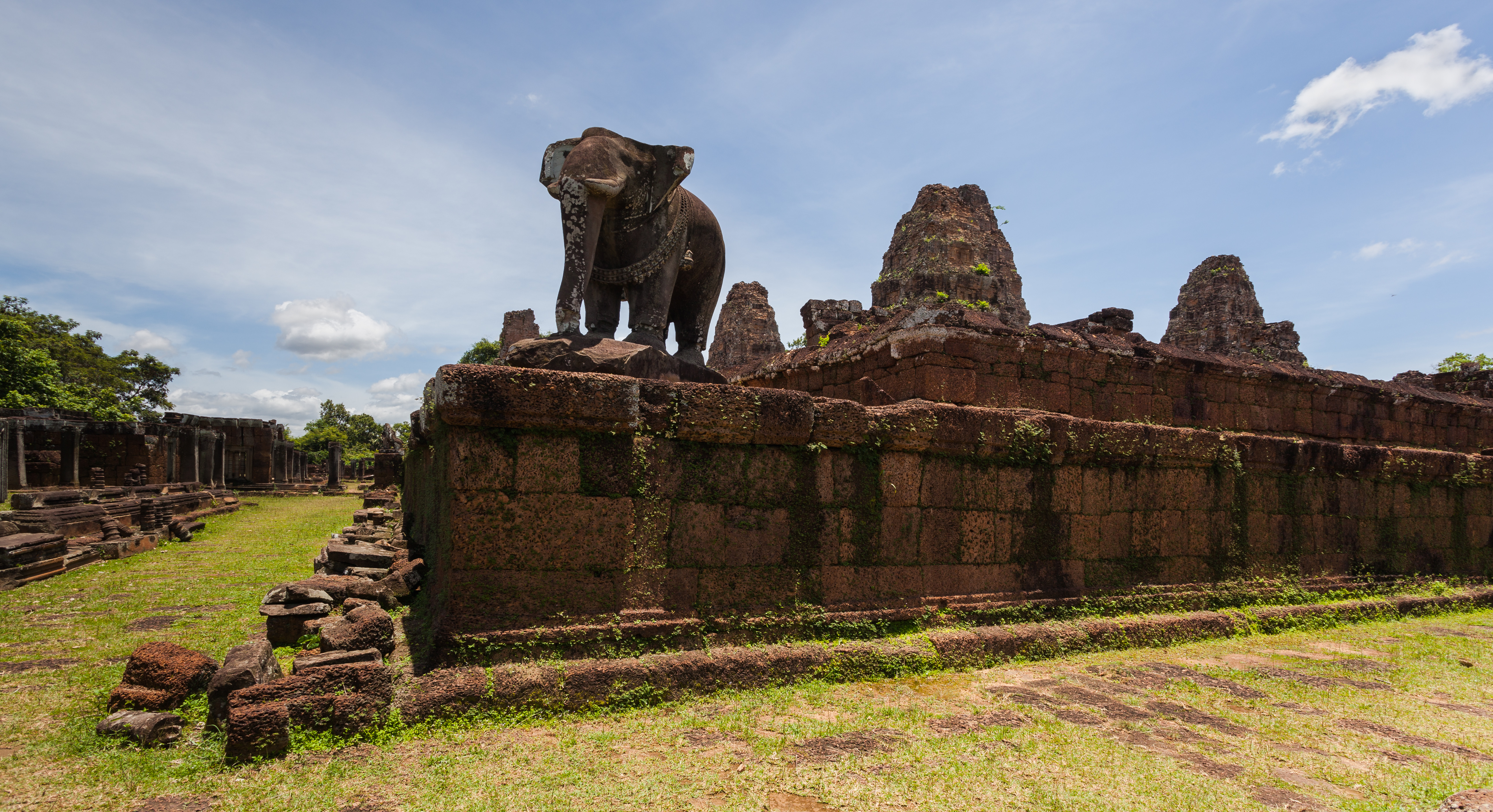
Éléphant sur le premier niveau.

Le patrimoine sculptural du Mebon oriental est varié et exceptionnel. 
On recense ainsi, entre autres, deux sculptures monolithiques d’éléphants en pierre de deux mètres de haut situées sur les premier et second niveaux. 
De même, des scènes religieuses monumentales présentent le dieu Indra au sommet de son éléphant à trois têtes Airavata ainsi que Shiva sur sa monture, le taureau sacré Nandi. 
Les gravures sur linteaux sont particulièrement élégantes. 
La vue qui s'offre au visiteur du Mébon occidental depuis le niveau supérieur, lui permet d’imaginer les vastes étendues d'eau du Baray qui entouraient jadis le temple. Quatre pontons de pierre à la base du temple rappellent ainsi que l’accès au sanctuaire se faisait autrefois par bateau.